# Zelotes nannodes
Zelotes nannodes este o specie de păianjeni din genul Zelotes, familia Gnaphosidae, descrisă de Chamberlin, 1936. Conform Catalogue of Life specia Zelotes nannodes nu are subspecii cunoscute.